# Stopplaats Tuindorp-Nijverheid
De stopplaats Tuindorp-Nijverheid is een voormalige halte aan de spoorlijn Spoorlijn Zutphen - Glanerbrug.
De stopplaats lag op km 43,812 in de huidige wijk De Nijverheid in Hengelo bij de overgang van de Geerdinksweg. Topografische kaarten van 1936 tot 1954 tonen de halte (de locatie is correct, uit de jaartallen blijkt dat de kaarten niet op de juiste datum bijgewerkt zijn).
De NS heeft de halte op 4 juli 1926 in gebruik genomen. Bij wijze van proef stopten op zondagen in juli en augustus 9 motortreinen van Enschede - De Waarbeek - Hengelo - Delden en vice versa bij de nieuwe halte. De halte werd tijdens de winterdienstregeling gesloten. Vanaf 1927 wordt de halte in het spoorboekje opgenomen, maar voornamelijk op zon- en feestdagen tijdens de zomerdienst.
De stopplaats bestond tot 1936.
Enkele honderden meters westelijk ligt nu station Hengelo Gezondheidspark.